# 소군 왕서
소군 왕서(小君 王湑, ? - ?)는 고려시대의 왕족 종실이다.
그는 충렬왕과 반주(盤珠) 사이에서 서자(庶子)로 출생한 아들이다. 강양군(江陽君)이라고도 한다.
고려 고종 생존시에 태어났다. 충선왕의 이복 형이 된다.

## 생애
충렬왕이 태손(太孫)이 되었을 적에 김준(金俊)이 최의(崔竩)의 여종인 반주(盤珠)를 바쳐서, 그 둘 사이에 낳은 자식이 바로 왕서(王湑)이다. 부왕(父王)의 정비(正妃)인 제국대장공주(齊國大長公主)가 그를 아껴서 궁궐에 출입시키면서 왕소군(王小君)이라 불렀다. 생년월일은 전하지 않으나 그는 증조부 고종과 조부 원종이 모두 생존해 있을 때 태어났다.
이어 중랑장(中郞將)에 임명된 후, 충렬왕의 뒤를 이어 황제의 숙위가 되려고 강수형(康守衡)에게 뇌물을 주고 청탁하자, 강수형이 원나라 승상(丞相) 안동(安童)을 사칭하여, 왕서더러 툴루게(禿魯花)를 거느리고 원나라로 오라고 고려에 지시했다. 이 사건으로 인하여, 충렬왕 2년(1276년)에 왕서가 교만하고 방자하다는 이유로 머리를 깎이고 승려가 되었다. 이후의 생애는 기록이 전하지 않는다.

## 가족 관계
- 부왕: 충렬왕 (忠烈王, 1236년~1308년, 재위:1274년~1298년, 1298년~1308년) -고려의 제25대 왕
- 모후: 반주(盤珠) - 최의(崔竩)의 종이었다.
  - 이복동생: 강양공(江陽公) 왕자(王滋)
  - 이복동생: 충선왕
  - 이복동생: 정녕원비(靜寧院妃)
  - 이복동생: 명순원비(明順院妃)

## 같이 보기
- 고려의 역사